# Nektariusz (Tsilis)
Nektariusz, imię świeckie Nektarios Tsilis (ur. 1969 w Janinie) – grecki duchowny prawosławny, metropolita Hongkongu i południowo-wschodniej Azji.

## Życiorys
Święcenia kapłańskie przyjął w 1995 r. 9 stycznia 2008 Święty Synod mianował go zwierzchnikiem metropolii Hongkongu i południowo-wschodniej Azji. 20 stycznia 2008 r. odbyła się jego chirotonia biskupia.